# Kanga/Dein
Kanga/Dein – dzielnica (wijk) miasta Willemstad, w dystrykcie Willemstad, w kraju autonomicznym Curaçao, należącym do Holandii, w Ameryce Południowej. 20 października 2023 r. liczyła 2695 mieszkańców.  

## Osady
W skład dzielnicy wchodzą dwie osady (buurt):
| Lp. | Nazwa | Powierzchnia km² | Liczba mieszkańców |
| --- | ----- | ---------------- | ------------------ |
| 1.  | Dein  | 0,52             | 1499               |
| 2.  | Kanga | 0,54             | 1196               |